# Cruzeiro do Sul (Paraná)
Cruzeiro do Sul is een gemeente in de Braziliaanse deelstaat Paraná. De gemeente telt 4.574 inwoners (schatting 2009).